# Osmunda huegeliana
Osmunda huegeliana är en safsaväxtart som beskrevs av Presl. Osmunda huegeliana ingår i släktet Osmunda och familjen Osmundaceae. Inga underarter finns listade.